# Maurice Bidermann
Pour les articles homonymes, voir Bidermann (homonymie).
Maurice Zylberberg, dit Maurice Bidermann, né le 4 avril 1932 à Anderlecht en Belgique et mort le 30 mars 2020 à Paris, est un industriel français dans le secteur du textile-habillement.

## Biographie

### Jeunesse et débuts
Maurice Bidermann naît dans une famille juive venue de Pologne. Entre 1941 et 1943, il est recueilli par une famille de Justes à Aix-en-Provence, qui le cache malgré les menaces de dénonciation des voisins. Sa demi-sœur Évelyne est sauvée par cette même famille tandis que sa sœur Régine est cachée dans un couvent à Aix-en-Provence.
À cette période, son père, Joseph Zylberberg s’engage dans la Résistance.
En 1943, la police allemande vient chercher Maurice Zylberberg et le conduit à Lyon d’où il est ensuite envoyé dans une clinique à Bandol en raison de son état de santé. Les autorités allemandes ne s’intéressant plus à lui, les résistants français le conduisent ensuite à la clinique de Digne où il sera soigné jusqu’en 1945. En 1946, il arrive à Paris et entre en pension à Saint-Mandé.
En 1948, alors âgé de 16 ans, il quitte Paris seul et rejoint Israël sur l’Altalena à partir de Marseille, sans papiers et pris en charge par l’Irgoun Zvaï. Arrivé en Israël, il est pris en charge par l’armée régulière Tsahal pendant 18 mois, au terme desquels il rentre en France, toujours sans papiers.
À son retour en France, il commence à travailler dans l’atelier de confiseries de son père, situé rue Villiers-de-l’Isle-Adam, dans le 20e arrondissement de Paris.

### Carrière dans le textile-habillement
En avril 1950, Maurice Bidermann entre dans l’entreprise de textile-habillement de son oncle Georges Bidermann comme simple employé. Dès son arrivée, il s’intéresse plus particulièrement à l’expansion de l’entreprise familiale et s’attache à développer les sites de fabrication déjà existants tout en en créant de nouveaux.
Il met très vite en place de nouvelles procédures techniques de fabrication et de gestion du personnel qui révolutionnent l’industrie textile-habillement[réf. nécessaire]. Ces innovations permettent à l’entreprise Bidermann d’atteindre un niveau de production sans équivalent en Europe, ouvrant la voie à l’exportation.
Pour alimenter les usines, Maurice Bidermann, commence à se tourner vers l’international et obtient notamment la signature d’un contrat historique avec l’Union soviétique en 1966 portant sur 310 000 vêtements pour homme.
Parallèlement et jusqu’en 1978, l’entreprise familiale devient le groupe Bidermann par la succession de plusieurs acquisitions d’entreprises en difficulté, parfois sous l’impulsion des pouvoirs publics afin de sauver des emplois, notamment :
- Lerner (Paris) : uniformes administratifs (armée, RATP, police, douanes, etc.) ;
- Prouvost-Crépy (Nord) : vêtements pour hommes ;
- Balsan en 1974 (Indre, 600 personnes) : rachat de trois usines à Châteauroux pour la production d’uniformes administratifs et de surfaces textiles (tapis, moquette, etc.) ;
- Big-Chief en 1975 (Vendée, 1000 personnes) : prêt à porter pour femmes sous le label « Peroche » ;
- Henry Thiery en 1975 (Paris, Marseille) : chaîne de distribution, fusionnée plus tard avec la chaîne Armand Thiery et regroupant au total 48 magasins ;
- Ugeco en 1976 (Vendée) : uniformes administratifs et militaires.

Durant ces années d’expansion, les griffes françaises sont privilégiées pour accéder aux marchés étrangers.
En 1972, Georges Bidermann cède le solde de ses actions à Maurice Bidermann.
En France, le groupe Bidermann possède alors les licences sur les modèles de vêtements pour homme des marques Yves Saint Laurent, Daniel Hechter, Daniel Crémieux ou encore Courrèges.
Aux États-Unis, le groupe Bidermann fait l’acquisition des licences Calvin Klein et Ralph Lauren Women’s wear et crée la division Calvin Klein Sportswear homme.
L’entreprise familiale qui employait environ 60 personnes en 1950 devient, en vingt-cinq ans, un groupe industriel d’une trentaine d’usines à travers le monde produisant en direct et employant environ 15 000 personnes (11 000 à l’étranger et 4 000 en Europe).
L’émergence de nouveaux producteurs plus concurrentiels à partir des années 1990 vient perturber cet essor notamment par l’incapacité d’aligner la production française sur les coûts des productions étrangères. Sous le coup des effets de la mondialisation du commerce, le groupe Bidermann connaît des difficultés qui l’obligent à restructurer sa production, aussi bien française qu’américaine.
Maurice Bidermann tente de sauvegarder les emplois en relançant l’activité du groupe au travers d’acquisitions dans les années 1990 avec notamment les licences d’exploitations des marques Burberry, Arrow Collar et Gold Toe. Il est toutefois contraint de céder la partie française de son groupe au groupe Deveaux en 1995.
En 2009, Maurice Bidermann se reconnait lui-même comme le bénéficiaire économique de la société Erdec, une société libanaise qui a investi dans Vilo (un groupe de maisons d'édition dont Ramsay).

### L'affaire Elf
Ce que l'on nomme l'« affaire Elf » est une vaste et longue affaire politico-financière qui a éclaté en 1994, à la suite d'une enquête de la commission des opérations boursières (aujourd'hui AMF) sur le financement de l'entreprise textile Bidermann par Elf entre 1989 et 1993.
L’affaire Elf comprend sept volets, dont celui du financement du groupe Bidermann, à hauteur de 772 millions de Francs (environ 117 millions d'euros) et d'un emploi fictif au bénéfice de l'épouse du PDG d'Elf.
Il est mis en examen dans le cadre de cette affaire par la juge Eva Joly le 23 mars 1996 pour « abus de biens sociaux, recel d'abus de biens sociaux, présentation de faux bilans et diffusion d'informations inexactes. » Il est placé en détention par Eva Joly pour non-respect du contrôle judiciaire le 4 août 1998.
Le 12 novembre 2003, il est reconnu coupable par le tribunal de grande instance d'avoir bénéficié de largesses indues du groupe Elf, au bénéfice de son groupe Bidermann alors en difficulté. Il est condamné à trois années d'emprisonnement dont deux assorties de sursis et 1 000 000 € d'amende, outre les sommes de 19 283 591 € de dommages et intérêts. Le tribunal a toutefois relevé qu’aucun élément ne permet d’établir que les fonds lui auraient profité à titre personnel. 
Maurice Bidermann n'a pas acquitté sa dette à l'égard de Total. Il est résident fiscal au Maroc, pays dans lequel il a regroupé l'essentiel de ses activités au début des années 1980. Il s'est exilé fiscalement dès 1984, prenant soin d'organiser son insolvabilité personnelle en France (divorce fictif d'avec sa femme Danielle notamment). Il a par ailleurs également été démasqué par le fisc marocain à qui il ne payait aucun impôt.
- Voir Affaire Elf, affaire d'État de Loïk Le Floch-Prigent, octobre 2001, Le Cherche midi

### Actions humanitaires et philanthropie
Marqué par sa propre histoire, Maurice Bidermann a largement contribué au développement de l’esprit de coopération entre les peuples israélien et palestinien. Outre son soutien aux ONG telles qu’Action contre la faim ou encore au musée de l'Histoire des Juifs polonais, pays d’origine de ses parents, il œuvre surtout pour le développement d’une éducation d’ouverture en Israël.
Il crée notamment, en 1974, l’association des Amis français de l’université AFBGU (université Ben Gourion du Néguev), le développement d’un programme entre étudiants juifs et musulmans à l’université de Haïfa, la mise en place et le développement de formations de médiateurs ainsi qu’une école de formation d’éducateurs à l’université Ben Gourion, la création du lycée franco-israélien Raymond Leven à Tel Aviv ou encore l’octroi de micro-crédits pour des projets associant Israéliens et Palestiniens.
Il contribue au financement de l'association Afikim, dont il est le trésorier ; elle offre un réseau de centres de soutien scolaire en Israël pour les familles des milieux les plus défavorisés. Au sein de ces centres sont dispensés des soins médicaux, un suivi psychologique et sont distribués des repas.

### Vie privée
Il est marié à Danièle Bibas et a deux filles.
Il fait partie du premier cercle des amis de Nicolas Sarkozy qui déjeunent chez lui le 14 mars 2007 en compagnie de Claude Guéant.

### Décès
Maurice Bidermann meurt le 30 mars 2020 à Paris à l’âge de 87 ans.

### Décoration
- Septembre 1991 : chevalier de l’ordre national du Mérite